# ام‌اس‌سی اسپلندیدا
ام‌اس‌سی اسپلندیدا (به انگلیسی: MSC Splendida) یک کشتی است که طول آن ۱٬۰۹۳٫۵ فوت (۳۳۳٫۳۰ متر) و ارتفاع آن ۲۱۹٫۲ فوت (۶۶٫۸۱ متر) می‌باشد.